# Defensa de Islandia

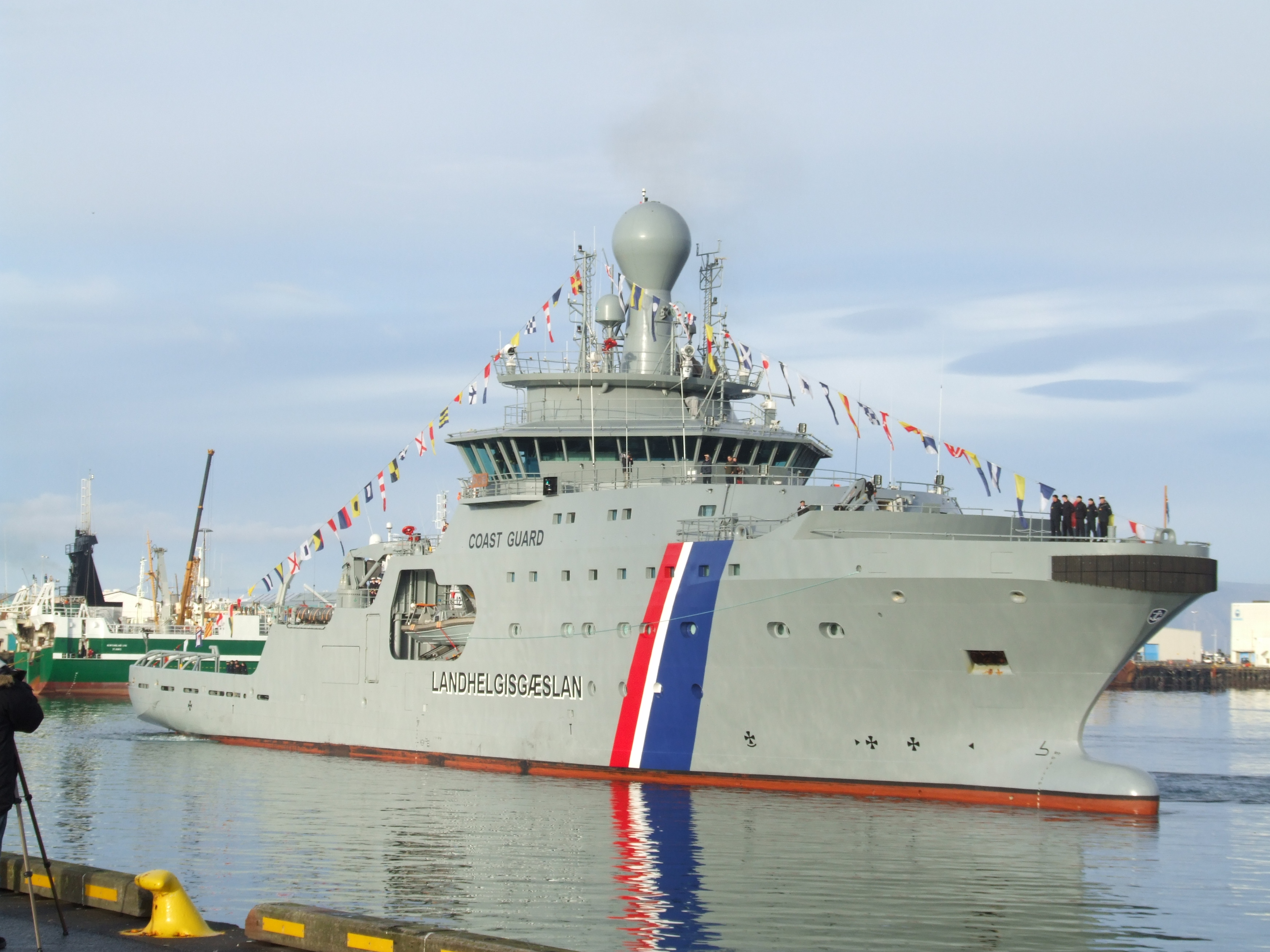
ICGV Þór de la guardia costera.

La defensa en Islandia consiste en la guardia costera islandesa y la fuerza policial. Islandia es el único miembro de la OTAN que no mantiene un ejército.

## Bajo el control del ejército de los Estados Unidos (1941–2006)
Desde la Segunda Guerra Mundial hasta 2006 la defensa islandesa era provista por el ejército de Estados Unidos. Manejaron las Fuerzas de Defensa Islandesas en su cuartel general en Keflavík. No obstante dichas instalaciones fueron abandonadas por las fuerzas armadas estadounidenses el 30 de septiembre de 2006. La base de Keflavík fue un enclave estratégico de defensa durante la Guerra Fría. El gobierno de Estados Unidos ha declarado sin embargo que la zona ya no precisa de su apoyo defensivo dado que los riesgos que un día amenazaron la seguridad de los islandeses ya no existen y es la guerra contra el terrorismo lo que reclama la prioridad. La ciudadanía islandesa se ha dividido, sin embargo, entre quienes aplauden el acontecimiento, dado que ya había un sector de la población de Islandia que protestaba contra la presencia militar de los EE. UU. en el país, y otro sector de opinión que alega que el abandono de las instalaciones deja al país desprotegido, para quienes la retirada ha despertado la incertidumbre.
- Datos: Q1085130
- Multimedia: Military of Iceland / Q1085130